# Mike Levey
Michael Stephen (Mike) Levey (Los Angeles, 28 mei 1948 – aldaar, 2 augustus 2003) was een Amerikaanse televisiepresentator. Hij verwierf wereldwijde bekendheid als presentator van het homeshoppingprogramma Amazing Discoveries.

## Loopbaan
Mike Levey was een ondernemer uit Californië die in de jaren 70 een moppentelefoonlijn uitbaatte. Hij maakte naam als de enthousiaste presentator van Amazing Discoveries. Het programma werd in 1985 voor het eerst in de Verenigde Staten uitgezonden en was begin jaren 90 in Nederland op RTL te zien. Levey viel behalve door zijn enthousiasme ook op door zijn bontgekleurde truien, wat hem de bijnaam The Sweater Man (de truienman) opleverde.
Het succes van de infomercialreeks leverde Levey gastoptredens op in de televisieseries Sliders en Friends. In 1997 trad Levey op in het televisieprogramma van komiek Weird Al Yankovic, waarin hij zichzelf persifleerde. Na Amazing Discoveries presenteerde Levey nog de soortgelijke reeks Ask Mike.
Levey overleed aan de gevolgen van kanker.